# António Lebo Lebo
António Lebo Lebo (Malanje, 1977. május 29. –) angolai válogatott labdarúgó.

## Pályafutása

### Klubcsapatban
1996 és 1999 között az InterClube Luanda labdarúgója volt. 2003 és 2005 között a Sagrada Esperança csapatában játszott. 2005 és 2007 között a Petro Atlético játékosa volt. 2008 és 2010 között a Libolo együttesében játszott. 

### A válogatottban
2004 és 2006 között 17 mérkőzésen szerepelt az angolai válogatottban. Részt vett a 2006-os afrikai nemzetek kupáján és a 2006-os világbajnokságon.

## Sikerei, díjai
Sagrada Esperança
- Angolai bajnok (1): 2005